# Iglesia de San Sebastián (Curarrehue)
La Iglesia de San Sebastián es un templo parroquial de culto católico ubicada en la comuna chilena de Curarrehue, Región de La Araucanía. Construido en 1953, pertenece a la Orden de los Padres Escolapios, donde también administran la Escuela Calasanz, de instrucción religiosa católica. A nivel jerárquico, es administrada por la Diócesis de Villarrica a través de su «Decanato Cordillera».
La iglesia se destruyó completamente a raíz de un incendio ocurrido en la madrugada del 10 de enero de 2022, cuya causa se encuentra en investigación.

## Componentes
La iglesia, construida en madera, posee un revestimiento de tejuelas del mismo material, elemento característico de algunas iglesias del sur de Chile, como las iglesias de Chiloé. En la parte superior de la fachada posee un vitral de forma circular con una imagen en madera de Cristo crucificado. A un costado en la parte delantera, se encuentra un campanario de forma cuadrangular, separado del templo pero construido del mismo material y estilo arquitectónico. 

## Actividades
Cada 20 de enero, la comunidad celebra la fiesta en honor a su santo patrono, Sebastián de Milán, con una serie de actividades que incluye una procesión dentro del área comunal.
En septiembre de 2013 fue inaugurada la ruta temática «Padre Pancho, Misionero en La Araucanía», que busca rescatar el legado de Monseñor Francisco Valdés Subercaseaux, que incluye en su hito 16 (de un total de 18) a esta iglesia.
Asimismo, en marzo de cada año la comunidad de esta iglesia organiza desde 1950 y en conjunto a sus pares fronterizos de la iglesia católica en Junín de los Andes, la «Misa por la Paz», celebrada en el lado chileno del paso Mamuil Malal, donde se encuentra la imagen del «Cristo de Tromén», que tiene por objetivo un encuentro de hermandad entre ambas naciones y confraternizar las relaciones entre Argentina y Chile.